# Into the Void (песня Nine Inch Nails)
«Into the Void» (в переводе с англ. — «В пустоту») — композиция американской индастриал-рок-группы Nine Inch Nails из их альбома третьего студийного альбома The Fragile. 10 января 2000 года песня выпущена в качестве сингла «Into the Void» эксклюзивно для Австралии; в Северной Америке и Европе «Into the Void» издавалась как промозапись. В официальную систему нумерации Halo сингл не входит. В 1999 году к песне снят видеоклип.

## Обзор

### Песня
«Into the Void» из числа тех композиций альбома The Fragile, которые имеют между собой общую мелодию и схожий ритмический рисунок. Так, мотив и бас-линия инструментального трека «La Mer» идентичны «Into the Void». Связь этих композиций отметил в своей рецензии на The Fragile редактор Rolling Stone Дэвид Фрике. «„La Mer“ основана на закольцованной фортепианной мелодии, которая вкупе с барабанами и электроникой в „Into the Void“, оборачивается в неряшливый машинный фанк: Принц скрещивается с Kiss и Einsturzende Neubauten» — писал Фрике. Помимо этого, мелодию, исполненную гамеланом во вступлении «Into the Void», можно услышать в заключительной фортепианной партии «We’re in This Together».
Песня открывается звуком перкуссии и виолончели, за которым постепенно следуют гитара, электронные барабаны, бас-синтезатор и вокал Трента Резнора, перекрывающийся хором и атмосферными саундскейпами. «Into the Void» завершается резкими звуками синтезатора и словами «tried to save myself but myself keeps slipping away» (в переводе с англ. — «пытаюсь спастись, но ускользаю прочь»), исполненными в финале а капелла. Проводя анализ альбома The Fragile Алекс Бёрнс, обозреватель M/C Journal, описал «Into the Void» как «броский трек» с фирменным «индастриал-вокалом».
Песня существует в нескольких вариантах: альбомная версия, сингл-версия, отредактированная версия для радио и инструментал, доступный в переиздании The Fragile: Deviations 1. «Slipping Away», выпущенная на ремиксовом альбоме Things Falling Apart, является «переосмысленной» версией «Into the Void».
В 2001 году песня получила номинацию на премию «Грэмми» в категории «Лучшее мужское вокальное рок-исполнение», но уступила треку Ленни Кравица «Again».

### Выпуск и восприятие критиков
Для Северной Америки и Европы «Into the Void» была выпущена промосинглом 10 января 2000; в тот же день в Австралии поступила в продажу коммерческая версия сингла. Этот релиз не имеет своего номера Halo, однако 2-х трековый промодиск, распространявшийся на территории США, ошибочно получил номер Halo 16. Австралийское издание включает в себя 4 трека, среди которых, кроме «Into the Void», присутствуют «We’re in This Together», «The Perfect Drug» и «The New Flesh». Представленная здесь «The Perfect Drug» длиннее оригинала на 28 секунд и совпадает с версией ранее появившейся на третьей части сингла «We’re in This Together».
«Into the Void» впервые была сыграна во время одного из выступлений тура Fragility в 1999 году. Позднее песня попадала в сет-листы концертов Live: With Teeth, Performance 2007 и Tension, где чаще всего исполнялась в одной секции с «La Mer».
В обзоре на The Fragile для интернет-журнала Stylus Magazine Росс МакГоуэн назвал «Into the Void» лучшей композицией альбома, несмотря на отсутствие в ней «сокрушительного звукового штурма» характерного для Nine Inch Nails. Рецензент также выделил «хорошую», по его мнению, бас-линию.

### Использование в массовой культуре
Песню можно услышать в фильме «Пункт назначения», в сцене, где герой Керра Смита подъезжает на машине к кафе. В тексте самой композиции есть строчка: «pictures in my head of the final destination» (в переводе с англ. — «в моей голове картины пункта назначения»).

## Видеоклип
Музыкальное видео было срежиссировано Уолтером Стерном и Джеффом Рихтером. Съёмки проходили в начале сентября 1999 года в Лондоне, а эфир видеоклипа на телевидении стартовал 14 января 2000.
В клипе использована технология макросъёмки; видеоряд начинается с изображений лица, глаз, рта, волос Трента Резнора крупным планом. Затем камера меняет масштаб и в кадре, вместе с Резнором, постепенно появляются появляются его товарищи по концертному составу Nine Inch Nails (Робин Финк, Дэнни Лонер, Чарли Клоузер и Джером Диллон), которые в красной комнате исполняют песню «Into the Void». Видеоклип завершается тем, что музыканты, конечном итоге, разбивают свои инструменты и оборудование.
Существует более ранний альтернативный вариант видеоклипа, снятый Уолтером Стерном без участия Джеффа Рихтера. В этой версии, помимо музыкантов, присутствуют ещё две темнокожие женщины, вместо красной комнаты большое белое пространство, а сцены содержат ещё более экстремальные крупные планы лица и полости рта Трента Резнора. Эта вариация клипа полностью смонтирована, но никогда транслировалась.
В 2000 году музыкальное видео было номинировано на премию «MTV Video Music Awards» в категории «Прорыв», но проиграло работе Криса Каннингема «All Is Full of Love» для певицы Бьорк.

## Список композиций
| №  | Название                       | Длительность |
| -- | ------------------------------ | ------------ |
| 1. | «Into the Void» (сингл-версия) | 4:52         |
| 2. | «We're in This Together»       | 7:18         |
| 3. | «The Perfect Drug»             | 5:43         |
| 4. | «The New Flesh»                | 3:40         |

| №  | Название                           | Длительность |
| -- | ---------------------------------- | ------------ |
| 1. | «Into the Void» (радиоверсия)      | 4:08         |
| 2. | «Into the Void» (альбомная версия) | 4:49         |

| №  | Название        | Длительность |
| -- | --------------- | ------------ |
| 1. | «Into the Void» | 4:49         |

## Участники записи
- Трент Резнор — вокал, синтезаторы, гитары, аранжировка, продюсирование
- Алан Молдер — продюсирование, сведение
- Чарли Клоузер — программирование ударных
- Ким Превост — бэк-вокал
- Дэвид Карсон[англ.] — дизайн обложки

## Позиции в чартах
| Чарт (2000)                | Высшая позиция |
| -------------------------- | -------------- |
| Australian Singles Chart   | 72             |
| Hot Modern Rock Tracks     | 11             |
| Hot Mainstream Rock Tracks | 27             |

## Номинации
| Год  | Премия                   | Категория                                 | Результат |
| ---- | ------------------------ | ----------------------------------------- | --------- |
| 2000 | «MTV Video Music Awards» | «Прорыв»                                  | Номинация |
| 2001 | «Грэмми»                 | «Лучшее мужское вокальное рок-исполнение» | Номинация |